# 阿特罗米托斯足球俱乐部
阿特罗米托斯足球俱乐部（希臘語：Α.Π.Σ. Ατρόμητος Αθηνών）是希腊雅典郊区市镇佩里斯特里的一个足球俱乐部，成立于1923年。现参加希腊足球超级联赛。